# Рекуть, Ядвига Ивановна
Ядвига Ивановна Рекуть (10 мая 1936 — 23 октября 2017) — советская свинарка, Герой Социалистического Труда (1966), награждена Орденом Ленина и Золотой медалью «Серп и молот», медалью «За доблестный труд». За трудовые заслуги Ядвига Ивановна неоднократно награждалась медалями ВДНХ СССР.

## Биография

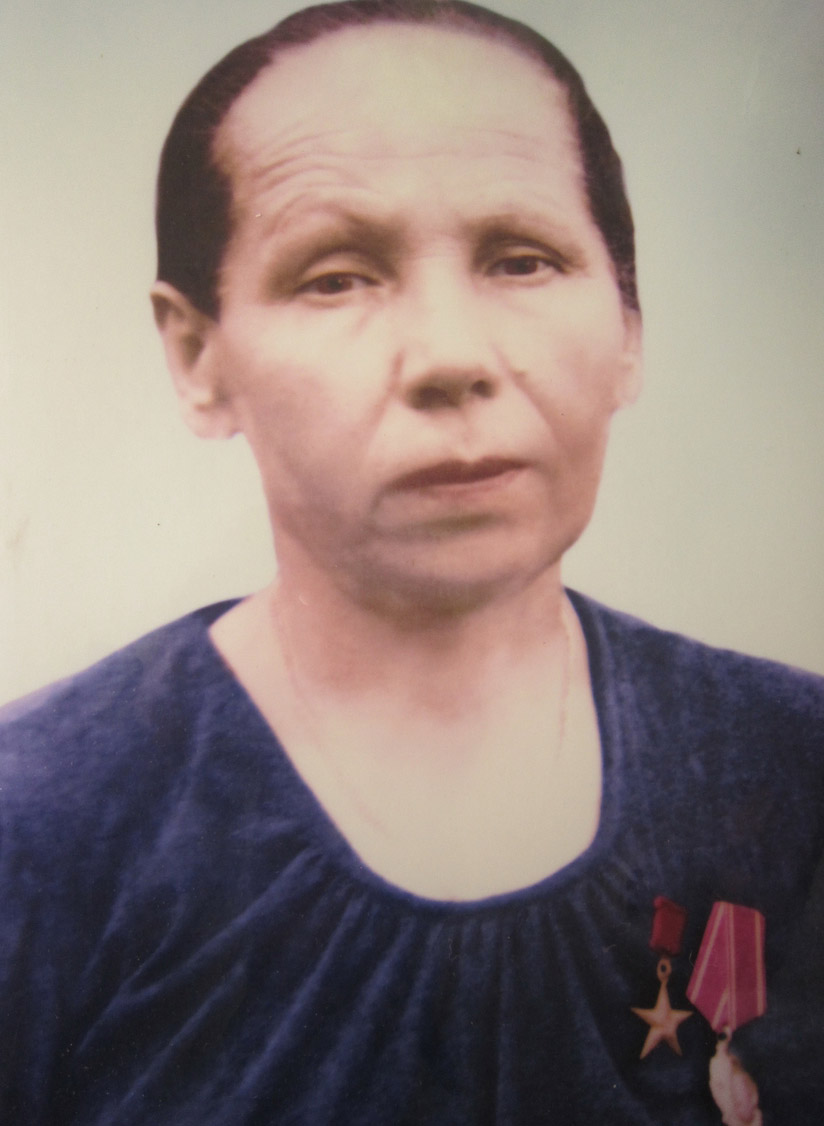
Ядвига Ивановна в молодости

Ядвига Ивановна родилась 10 мая 1936 года в селе Студеники Свислочского района Гродненской области в многодетной крестьянской семье.
Начинала свой трудовой путь в 1954 году, работая в бригаде по выращиванию льна. С 1957 года выполняла обязанности свинарки совхоза «Новый Двор». Имела в активе около 1000 откормленных поросят в год, несмотря на сложные условия жизни и труда. В процессе работы приобрела знания в ветеринарии: самостоятельно оказывала медицинскую помощь поросятам. Это и стало основной причиной высокого процента успеха в откорме поросят. Входила в список лучших по успехам по Гродненской области и Свислочскому району. Ядвига Ивановна на постоянной основе передавала свои знания и опыт молодому поколению, сделала на производстве школу животноводов.
Указом Президиума Верховного Совета СССР от 22 марта 1966 была удостоена звания Героя Социалистического Труда с вручением ордена Ленина и золотой медали «Серп и Молот».
В 1967 году избиралась депутатом Верховного Совета БССР.
Продолжала работать свинаркой до выхода на пенсию.
Проживала в селе Студеники, Свислочского района Гродненской области.
Умерла 23 октября 2017 года в возрасте 81 года.